# Édouard de Bièfve
Édouard de Bièfve (Bruxelles, 4 dicembre 1808 – Bruxelles, 7 febbraio 1882) è stato un pittore belga.
Fu allievo di Joseph Paelinck in Belgio e di David d'Angers e Paul Delaroche a Parigi. Dipinse soprattutto opere di soggetto storico e ritratti.

## Biografia
Jean François Édouard de Bièfve nacque a Bruxelles nel 1808 ed era il figlio di un commerciante, Charles de Bièfve, e di Anne Josèphe Julienne Thys. Suo zio materno era Jean-François Thys, un pittore brussellese. Fin dalla sua infanzia egli imparò a disegnare come passatempo.
Édouard de Bièfve studiò dal 1825 al 1828 all'accademia di belle arti brussellese presso Joseph Paelinck. Nel 1828, egli proseguì il suo apprendistato a Parigi come scultore nello studio di David d'Angers, poi entrò nello studio di pittura di Paul Delaroche dal 1831 al 1841. Nel 1841, il suo capolavoro, Il compromesso dei nobili olandesi (Le Compromis des nobles en 1566), rese il giovane artista un maestro e gli fece acquisire una reputazione europea. Nel decennio 1831-1840 divise il suo tempo tra Parigi e Bruxelles, dove espose ai saloni triennali e ricevette un'accoglienza critica positiva. In seguito Édouard de Bièfve venne invitato alla corte del re di Prussia Federico Guglielmo IV e poi presso quella del re di Baviera Luigi I. Nel 1846, de Bièfve venne eletto membro a pieno tiolo dell'accademia d'arte di Berlino e divenne un membro onorario di varie istituzioni tedesche e austriache: l'accademia di belle arti di Dresda, l'accademia delle belle arti di Monaco e l'accademia di belle arti di Vienna.
Egli ottenne una medaglia d'oro all'accademia reale di belle arti di Gand. Viene considerato come uno degli artisti che, insieme a Nicaise de Keyser, Louis Gallait e Gustave Wappers, affermò le tendenze rinnovatrici e nazionali dell'arte in Belgio. Una mostra delle opere dei pittori belgi di storia Gallait, de Keyser e de Bièfve viaggiò per varie metropoli tedesche nel 1842 e nel 1843 e fu da modello per degli artisti tedeschi come Adolph von Menzel. Ciononostante, egli non riuscì più a eguagliare il suo capolavoro Il compromesso dei nobili olandesi e ricevette delle critiche sfavorevoli, nonostante il riconoscimento ufficiale.

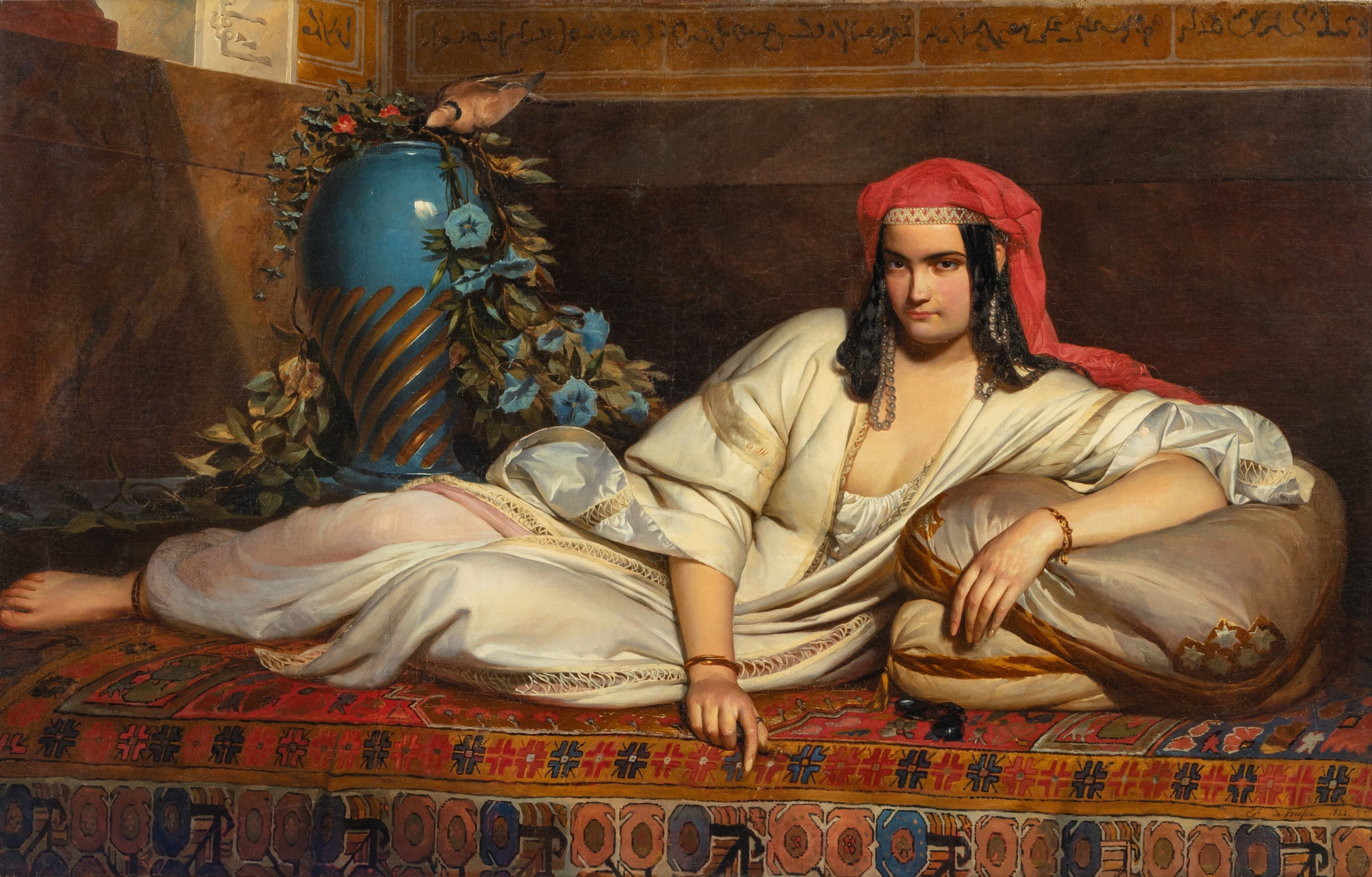
Édouard de Bièfve - L'Almée (1842)

Ritenuto, come i suoi colleghi pittori di storia, un pittore di "propaganda nazionale", Édouard de Bièfve affrontò anche delle altre critiche quando espose al Salone brussellese del 1842 l'Almée ("Almea"), un dipinto rappresentante un'egiziana semidistesa su un divano che suscitò un certo scalpore perché, nonostante "almea" derivi dall'arabo ῾ālme e indichi un genere di cantante-danzatrice, sembrava piuttosto una prostituta. Per quanto riguarda il suo carattere, egli "aveva un'indole semplice, poco espansiva, ma piena di dolcezza e di cortesia [...] Era molto sensibile alla critica [...], e ciò gli causava più dispiacere che irritazione".
Dopo molti anni di vita appartata e durante i quali una malattia melancolica nervosa gli impedì di dipingere, morì all'età di 73 anni a Bruxelles, nella sua dimora sull'avenue Marnix, il 7 febbraio del 1882. A parte una nipote alla quale lasciò in eredità una somma di 10.000 franchi, egli diseredò la sua famiglia e versò la stessa somma alla cassa centrale degli artisti. Il resto della sua fortuna venne lasciato in eredità agli ospizi della città di Bruxelles. Il 9 febbraio, dopo i funerali nella chiesa di San Giacomo sul Coudenberg, venne sepolto nel mausoleo che venne realizzato dall'architetto Emmanuel Cels al cimitero di Laeken.

## Opere
Tra le sue opere:

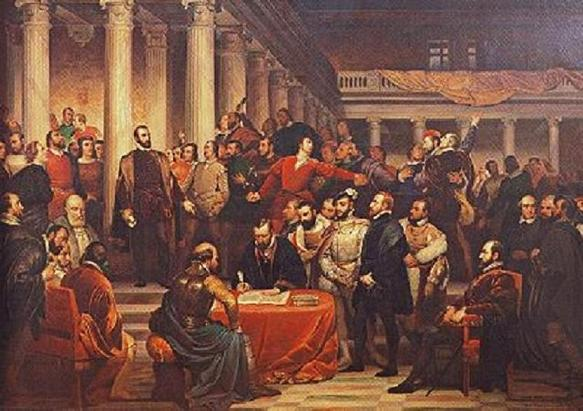
Édouard de Bièfve - Il compromesso dei nobili olandesi (1841)

- Eucharis et Télémaque allant à la chasse (1828);[3]
- Ritratto equestre del re del Belgio Leopoldo I (1832), conservato al castello di Compiègne;
- Ugolin et ses fils dans la tour de Pise (1836);[8]
- Il compromesso dei nobili olandesi (1841), museo di belle arti di Liegi;
- Une Almée (1842);
- La Paix des Dames (1843);
- Raphaël composant la transfiguration (1845);
- Rubens rétablissant la paix entre l’Angleterre et l’Espagne (1848, distrutto);
- Ritratto della contessa Isabelle de Van der Stegen;
- Le duc d'Albe à l'hôtel de ville de Bruxelles (1850);
- La Belgique fondant la Monarchie (1853);
- Sabine de Bavière à l’abbaye de La Cambre (1859);
- La comtesse d'Egmont au couvent de la Cambre après la mort de son mari (1860);[3]
- La comtesse d'Egmont à l'église (1860);[3]
- Le Conseil de guerre d'Alexandre Farnèse au siège d'Anvers (1862).[3]